# Powaqqatsi
Powaqqatsi, también conocido como Powwaqatsi: Life in Transformation, es un film documental del año 1988, corresponde a la segunda parte de la trilogía documental qatsi dirigida por Godfrey Reggio, secuela de Koyaanisqatsi, de 1983 y precuela de Naqoyqatsi, de 2002. Ninguna de las tres partes contiene narración ni diálogos y las tres cuentan con la banda sonora de Philip Glass. El título del film proviene de la lengua indígena de la tribu hopi y significa: "La vida en transformación".